# Spaniens Grand Prix 1968
Spaniens Grand Prix 1968 var det andra av tolv lopp ingående i formel 1-VM 1968.  

## Resultat
1. Graham Hill, Lotus-Ford, 9 poäng
2. Denny Hulme, McLaren-Ford, 6
3. Brian Redman, Cooper-BRM, 4
4. Ludovico Scarfiotti, Cooper-BRM, 3
5. Jean-Pierre Beltoise, Tyrrell (Matra-Ford), 2

### Förare som bröt loppet
- Bruce McLaren, McLaren-Ford (varv 77, oljeläcka)
- John Surtees, Honda (74, växellåda)
- Jo Siffert, R R C Walker (Lotus-Ford) (62, transmission)
- Chris Amon, Ferrari (57, bränslepump)
- Piers Courage, Reg Parnell (BRM) (52, bränslepump)
- Pedro Rodríguez, BRM (27, olycka)
- Jacky Ickx, Ferrari (13, tändning)
- Jochen Rindt, Brabham-Repco (10, oljetryck)

### Förare som ej startade
- Jack Brabham, Brabham-Repco (motor)